# TNA Impact! (videogioco)
TNA Impact! è un videogioco di wrestling del 2008, sviluppato da Midway Studios e pubblicato da Midway Games per PlayStation 3, Xbox 360 e Nintendo Wii su licenza Total Nonstop Action Wrestling.

## Caratteristiche
Il gioco è orientato verso un percorso veloce senza enfasi, di forte impatto sullo stile di gioco, sulle sottomissioni. Supporta fino a quattro giocatori contemporaneamente su una console e possiede anche il supporto online che comprende tornei e match Uno-contro-Uno. Il gioco online, tuttavia, è limitato sulle versioni PlayStation 3 e Xbox 360. Le scansioni dei lottatori hanno sostituito i dipinti a mano elettronica così facendo si sono aggiunti più dettagli come il colorito della pelle e le cicatrici specifiche. Le mosse finali si possono eseguire quando è pieno l'Impact Metro visualizzato sullo schermo, nella stessa area è presente un indicatore codificato che varia il colore al variare dei danni subiti. Il gioco offre anche dei mini-giochi per sfuggire ai tentativi di pinfall e sottomissione.

## Modalità di gioco
La modalità di gioco più caratteristica è l'Ultimate X Match, una stipulazione che vede una grande X posta sopra il ring realizzata con cavi di acciaio; al centro di questa X è presente una cintura di campione, la quale deve essere staccata per vincere l'incontro.

## Roster

### Wrestler reali
- Abyss[Nota 1]
- AJ Styles
- Alex Shelley
- Booker T
- Brother Devon
- Brother Ray[Nota 1]
- Chris Sabin
- Christian Cage
- Christopher Daniels
- Curry Man[Nota 1]
- Eric Young[Nota 1]
- Hérnandez
- Homicide
- James Storm
- Jay Lethal[Nota 1]
- Jeff Jarrett[Nota 1]
- Kevin Nash[Nota 1]
- Kurt Angle
- Mike Tenay[Nota 1]
- Petey Williams[Nota 1]
- Rhino
- Robert Roode
- Samoa Joe
- Scott Steiner
- Senshi[Nota 1]
- Shark Boy
- Sonjay Dutt[Nota 1]
- Sting
- Suicide[Nota 1]
- Tyson Tomko[Nota 1]

### Wrestler fittizi
- Afro Thunder[Nota 1]
- Barberino
- Big Bad Benny[Nota 1]
- Bruiser Bencia
- Cpl. Wilczynski
- Dark Hado
- Demonic DJ
- Devil Child
- Furious Frye
- Giant Guppy
- Hannah Layla
- Last Laught Lenny[Nota 1]
- Sgt. Hardin
- Shogun Yanai
- Suplex Salleza
- Thunder Lang